# Agapio de Cesarea
San Agapio de Cesarea fue un mártir cristiano asesinado en Cesarea en el 306. Es venerado como santo por la Iglesia católica. Su martirio es recordado por Eusebio de Cesarea en su trabajo Los mártires de Palestina. 
Agapio fue arrestado en 304. Estuvo en prisión dos años y fue torturado en múltiples ocasiones. Fue llevado al circo muchas veces y se presentó ante los jueces. Allí fue amenazado y se le reservó para otras ocasiones. Los jueces, según los escritos de Eusebio, no le ejecutaban bien por compasión bien por la esperanza de que acabara renunciando a su fe. Finalmente fue llevado al circo y se le presentó ante el emperador Maximino Daya. Se le ofreció un indulto con la condición de que renegara de su fe. Según Eusebio, Agapio rechazó la oferta y se le condenó a ser destrozado por un oso. El animal le causó lesiones graves, pero Agapio sobrevivió. Al día siguiente le ataron piedras a los pies y fue arrojado al mar Mediterráneo.